# 航時軍団
『航時軍団』（こうじぐんだん、The Legion of Time）は、ジャック・ウィリアムスンが1938年に発表したSF小説。「アスタウンディング・サイエンス・フィクション」誌1938年5月号から8月号の3回に渡り連載された。連載時の触れ込みは“新しい概念の時間小説（ニュー･コンセプト・タイム・ストーリー）”。
パラレルワールドの概念を発展させ、時間旅行者の介在がなくとも歴史上の重要なポイントで時間軸が分岐し、世界が枝分かれして元の世界と平行した別の世界が生まれているという解釈を初めてメインプロットとして扱った作品（ただし、内容そのものはありがちで通俗的な冒険物である）。
本作から平行世界の分岐点を意味する「ジョンバール分岐点(en:Jonbar Hinge)」というSF用語が生まれた。

## あらすじ
ブライアン・W・オールディスが評論「ジョンバール裁判」で簡潔かつ明快に表現したところに拠れば、「二つの都市と二つの女に具現された、善と悪の戦いの物語」である。
二つの平行世界「ジョンバール(Jonbar)」と「ギロンチ(Gyronchi)」は、どちらかが消滅する定めだった。ギロンチの女王ソライニャは、ギロンチの存在を確定させるため、武装した航時船団で過去の歴史に介入する。消滅の危機を迎えたジョンバールの乙女レゾネーは、時を越えて救いを求める。その救いの声は現代の若者デニーの耳に届き、デニーは仲間と共にジョンバールに加勢する。だが、ソライニャの誘惑もまたデニーに迫る。果たして二つの世界の運命、そしてデニーの恋の行方やいかに。

## 主要登場人物
- デニス（デニー）・ランニング(Dennis Lanning)：主人公。ハーバード大学の学生。後に海外特派員
- レゾネー(Lethonee)：麗しの国ジョンバールの乙女
- ソライニャ(Sorainya)：ギロンチの美しき女王
- ウイルモット・マクラン：デニスの友人。航時船クロニオン号の開発者

## 書誌情報
- 『航時軍団』、野田昌宏訳、早川書房
  - 〈ハヤカワ・SF・シリーズ〉3208、1969年1月
  - 〈ハヤカワ文庫SF〉349、1979年6月、ISBN 978-4150103491
- 『時をかける宇宙遊撃隊』（児童向け抄訳）、榎林哲訳、ポプラ社〈SF冒険文庫〉、1985年3月、ISBN 978-4591018156

## 関連書籍・出典
- 評論「ジョンバール裁判」 Judgement at Jonbar （ブライアン・W・オールディス、S-Fマガジン 1969年7月号）